# Elizabeth Thompson
Elizabeth Southerden Thompson (Lausanne, 3 november 1846 – County Meath, 2 oktober 1933), later Lady Butler, was een Brits kunstschilder. Ze schilderde vooral Britse militaire campagnes, waaronder de Krimoorlog en de Napoleontische oorlogen. Haar bekendste werken zijn The Roll Call (aangekocht door koningin Victoria), Balaclava, The Defence of Rorke's Drift en Scotland Forever! (Scots Greys tijdens de slag bij Waterloo).

## Leven
Thompson werd in 1846 geboren, te Lausanne in Zwitserland toen haar ouders er Charles Dickens bezochten. Thomas James Thompson (1812–1881) en zijn tweede vrouw Christiana Weller (1825–1910) waren Brits, geïnteresseerd in de kunsten en hadden elkaar leren kennen dankzij Dickens. Butler werd van jongs af aangemoedigd om te tekenen en schilderen. Haar een jaar jongere zus Alice Meynell werd een bekende kiesrechtactiviste en dichteres.
Het gezin reisde voortdurend tussen Engeland en de Italiaanse Rivièra. Thompson leerde vanaf 1862 schilderen in Italië. In 1866 werd ze ingeschreven in de Female School of Art in South Kensington te Londen. In 1869 verhuisde ze naar Florence waar het hele gezin rooms-katholiek werd. Thompson bekwaamde er zich onder Giuseppe Bellucci (1827–1882) aan de Accademia di Belle Arti verder in de schilderkunst.
In 1877 huwde Thompson de Britse legerofficier William Butler, een katholieke Ier van eenvoudige afkomst. Tijdens haar huwelijksreis reisde ze voor het eerst naar Ierland. Hoewel Thompsons eerstgeborene vroeg stierf bracht het huwelijk zes kinderen voort. William maakte carrière in het leger en Thompson reisde mee naar slagvelden over de hele wereld, onder meer naar Egypte en Zuid-Afrika. Ze werd Lady Butler nadat William in 1886 tot Ridder Commandeur in de Orde van het Bad werd geslagen.
William beëindigde in 1905 zijn militaire carrière en het koppel verhuisde naar Ierland. William stierf in 1910 en Lady Butler bleef in Ierland wonen.
Lady Butler stierf te County Meath op 2 oktober 1933. Ze ligt begraven te Stamullen.

## Carrière
Oorspronkelijk schilderde Thompson vooral historische en religieuze onderwerpen. In 1867 werd haar aquarel Bavarian Artillery Going into Action tentoongesteld in de Dudley Gallery - een galerij geliefd bij vrouwelijk artiesten - en het olieverfschilderij Horses in Sunshine tijdens een tentoonstelling van de Society of Women Artists.
Tijdens een bezoek aan Frankrijk zou Thompson geïnspireerd raken door de Frans-Duitse Oorlog. Het schilderij Missing (1873) over deze oorlog werd haar eerste inzending voor de Royal Academy of Arts (RA).
In 1874 werd Thompsons schilderij The Roll Call vertoond tijdens de zomertentoonstelling van de RA. Het bleek er zo geliefd dat bewaking door een politieagent nodig was en het bezorgde haar voor het eerst nationale bekendheid. Velen wilden het schilderij kopen maar koningin Victoria wenste het schilderij in haar bezit. Het werd aan de Koninklijke collectie toegevoegd, waarna het op verschillende plaatsen in het Verenigd Koninkrijk getoond werd. De koningin liet een gravure van het schilderij maken. Afdrukken ervan verschenen in huiskamers in het hele land. De bekende Britse kunstcriticus John Ruskin schreef in die tijd "ik heb altijd gezegd dat vrouwen niet kunnen schilderen" maar nam zijn woorden terug na het zien van The Roll Call.
Thompson schilderde nog verscheidene bekende oorlogsschilderijen waaronder Balaclava, The Defence of Rorke's Drift en Scotland Forever!. Hoewel haar werken vaderlandsliefde en heroïsme uitstraalden ontbraken realisme en medegevoel voor de lijdende soldaten nooit. Omdat ze een vrouw was, werd Thompson niet helemaal door het establishment aanvaard. Zo werd ze nooit als lid in de RA opgenomen.
Tegen het einde van de 19de eeuw doofde Thompsons ster. Na de Eerste Boerenoorlog in 1880-81 werd het Britse publiek enorm vaderlandslievend en haar oorlogsschilderijen zouden het moreel van de soldaten ondermijnen. Toen ze in 1890 in Ierland ooggetuige was van een huisuitzetting schilderde ze Evicted. Dit schilderij werd ervaren als een aanklacht tegen de Britse overheersing en landroof. Samen met haar katholieke Ierse echtgenoot stelde ze zich vragen bij het imperialisme van het Britse Rijk. Toen William in 1898 het opperbevel over de troepen in Zuid-Afrika kreeg probeerde hij de Tweede Boerenoorlog te voorkomen waardoor hij werd overgeplaatst. Lady Butler bleef haar verdere leven oorlogstaferelen schilderen maar haar schilderijen verkochten niet goed meer.
In het begin van de 21ste eeuw, naar aanleiding van de NAVO-interventie in Afghanistan, verschenen er op Thompsons The Remnants of an Army (1878) geïnspireerde cartoons in de Britse pers.

## Bekendste werken
- The Magnificat, 1872
- Missing, 1873

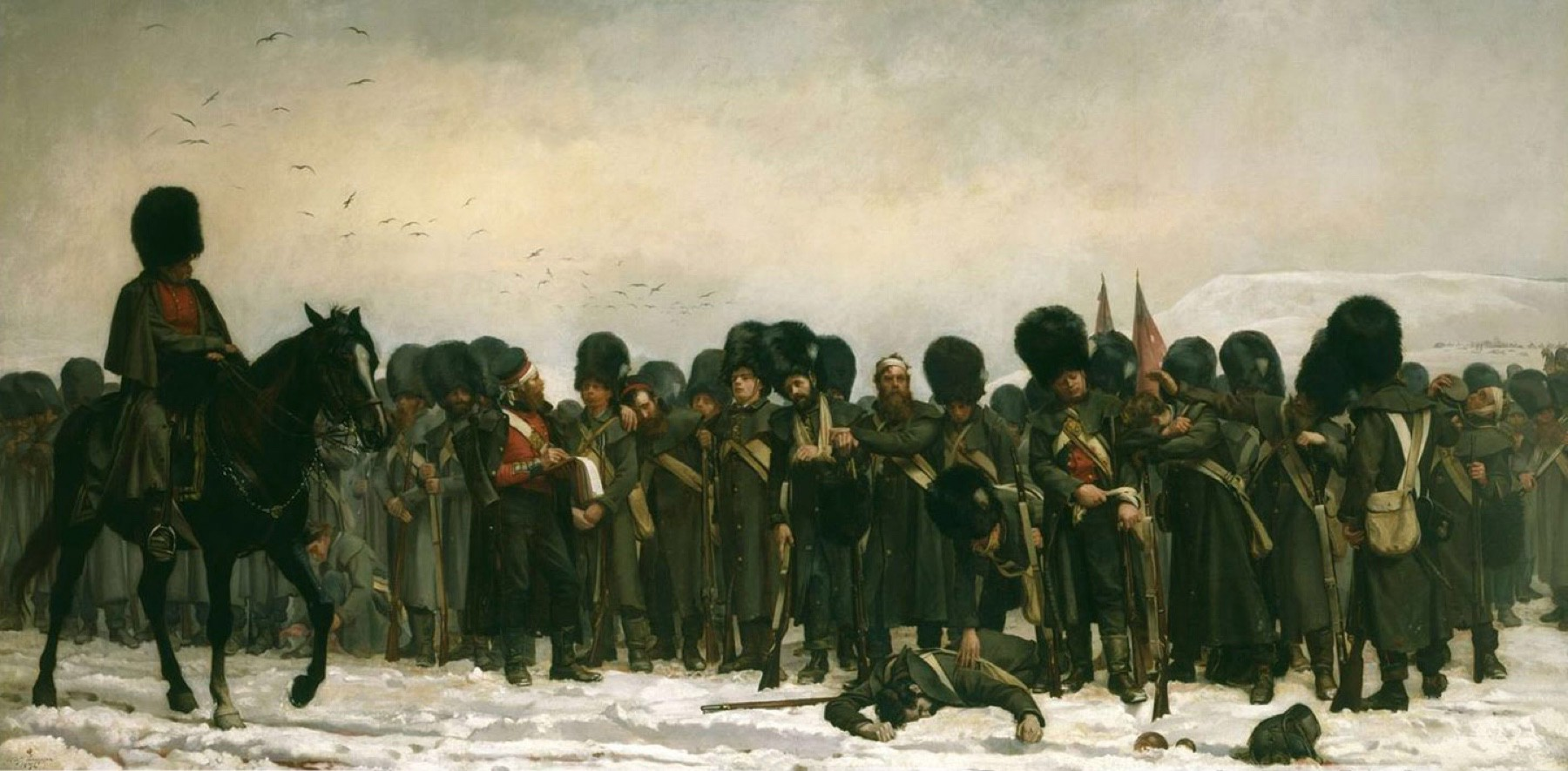
The Roll Call, 1874

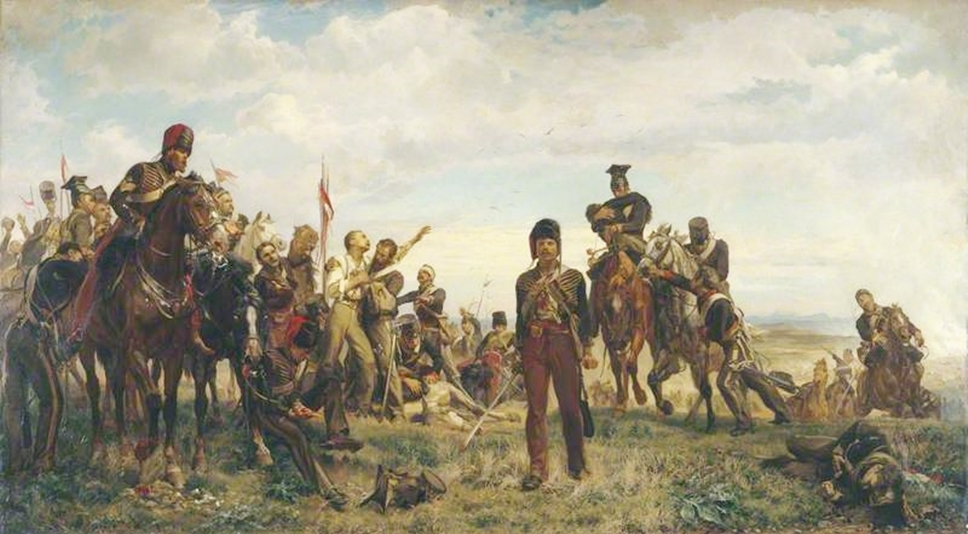
Balaclava, 1876

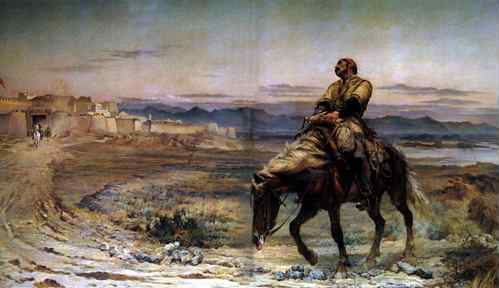
Remnants of an Army, 1879

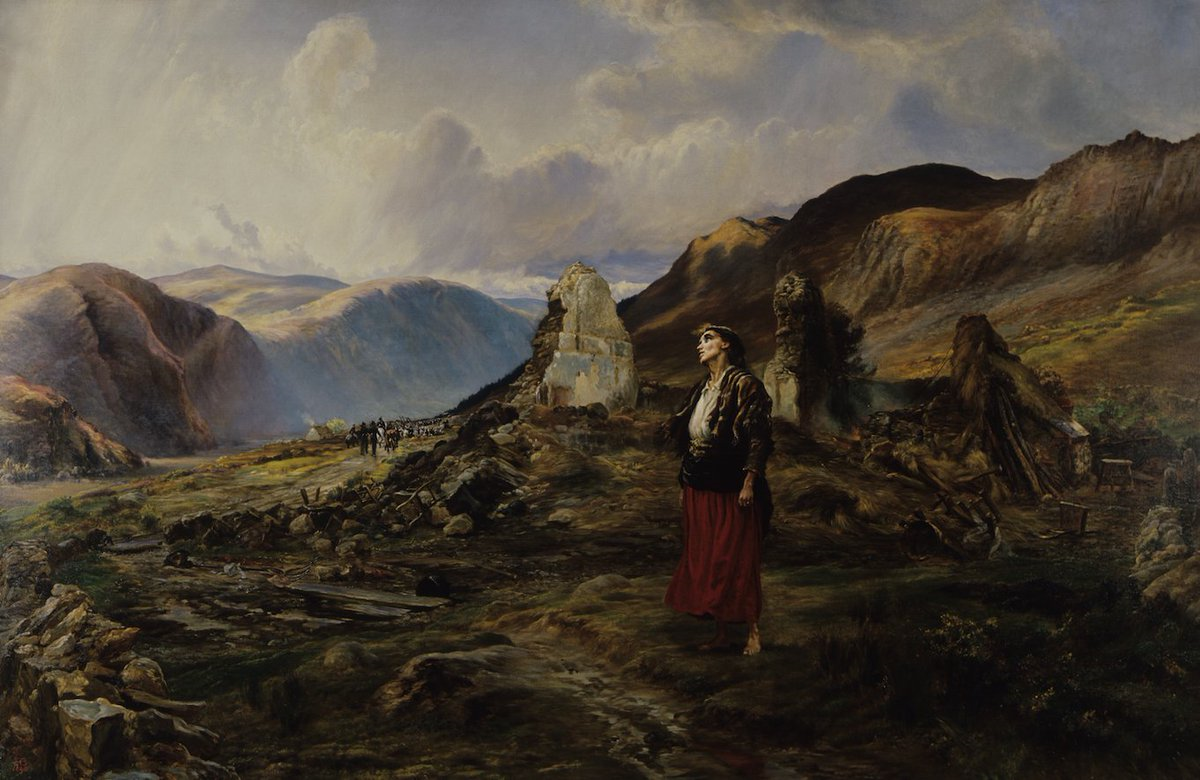
Evicted, 1890

- Calling the Roll After An Engagement, Crimea (The Roll Call), 1874
- Missed, 1874
- The 28th Regiment at Quatre Bras, 1875
- Balaclava, 1876
- The Return from Inkerman, 1877
- Remnants of an Army, 1879
- Listed for the Connaught Rangers, 1879
- The Defence of Rorke's Drift, 1880
- Scotland Forever!, 1881
- Tel-el-Kebir, 1885
- To the Front: French Cavalry Leaving a Breton City on the Declaration of War, 1888–89
- Evicted, 1890
- The Camel Corps, 1891
- Halt in a Forced March, 1892
- The Rescue of the Wounded, 1895
- The Dawn of Waterloo, 1895
- Steady the Drums and Fifes, 1897
- Floreat Etona!, 1898
- Dawn at Waterloo, 1898
- The Morning of Talavera, 1898
- The Colours: Advance of the Scots Guards at the Alma, 1899
- Within Sound of Guns, 1903
- Stand Fast Craigellachie, 1903
- Rescue of Wounded, Afghanistan, 1905
- In vain! Rally for a last charge of the Cuirassiers, 1912
- The 16th Light Dragoons saving the remnants of the Union Brigade, 1915
- On the Morrow of Talavera, 1923
- The Charge of The Dorset Yeomanry at Agagia, 26th February, 1916, 1917
- A Lament in the Desert, 1925
- In the Retreat from Mons: The Royal Horse Guards, 1927
- A Detachment of Cavalry in Flanders, 1929

## Galerij

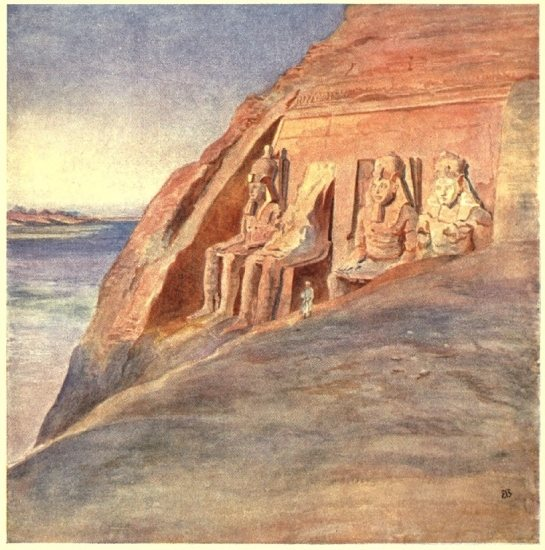
Abu Simbel at sunrise
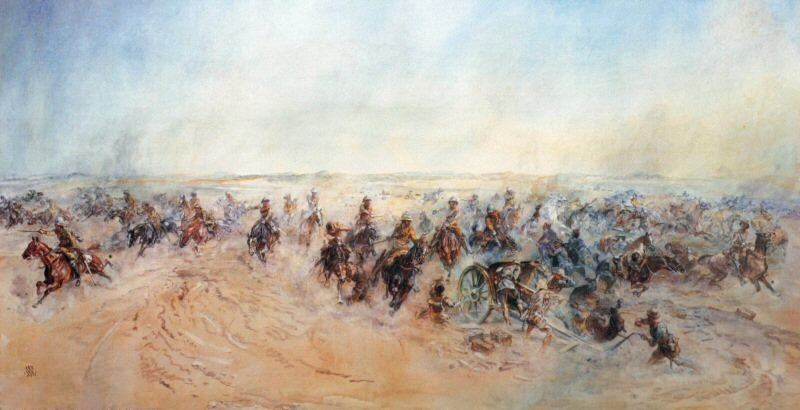
Charge at Huj
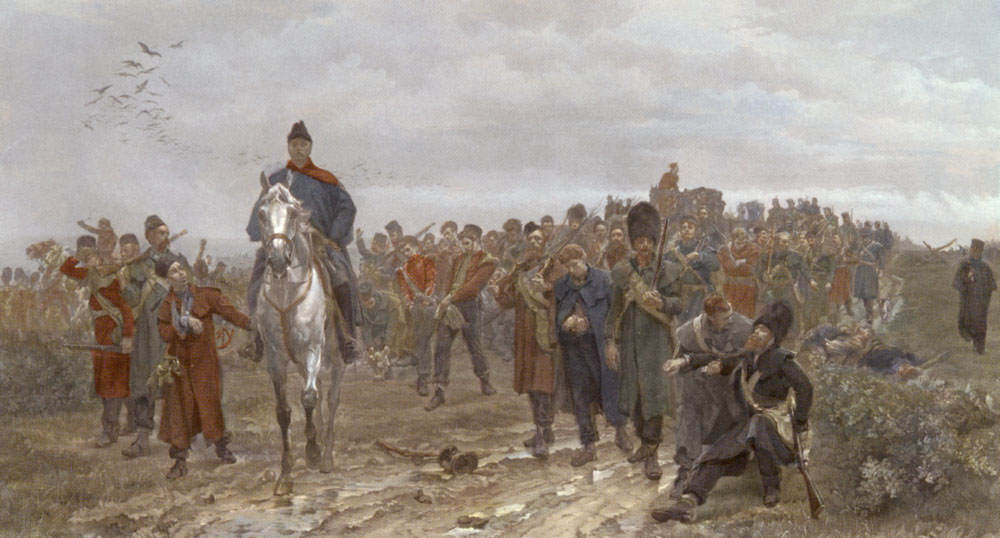
The return from Inkerman
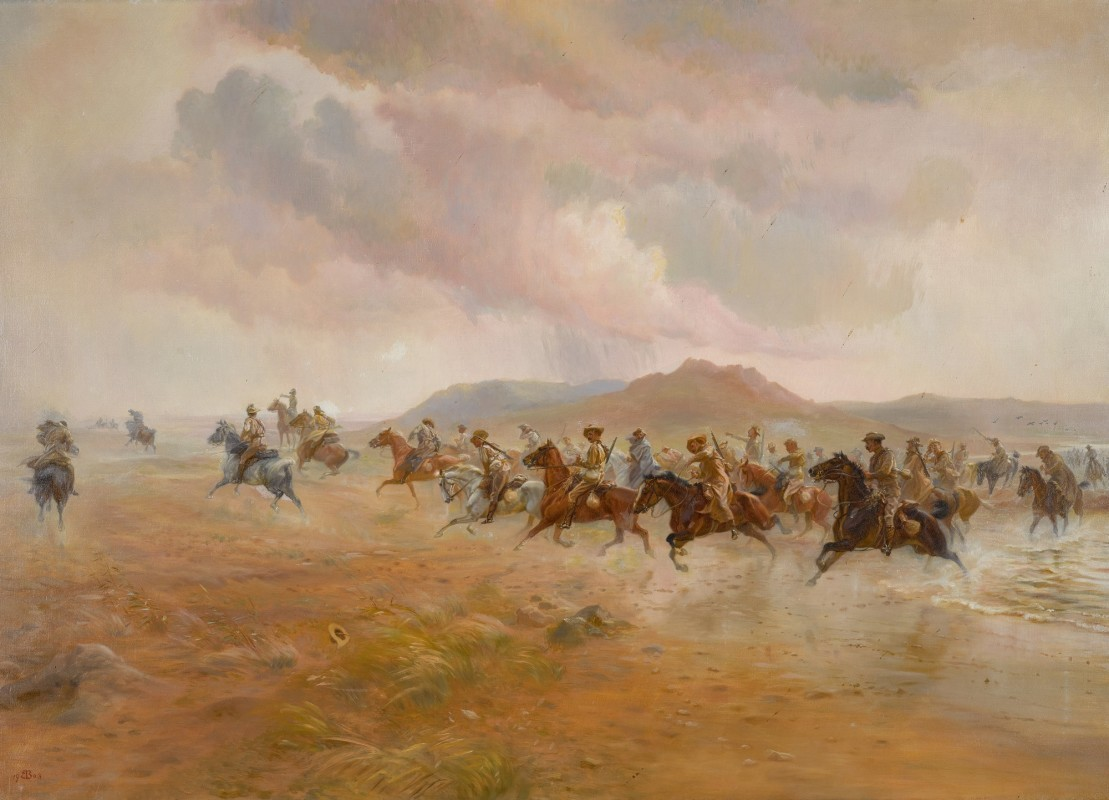
Yeomanry Scouts on the Veldt
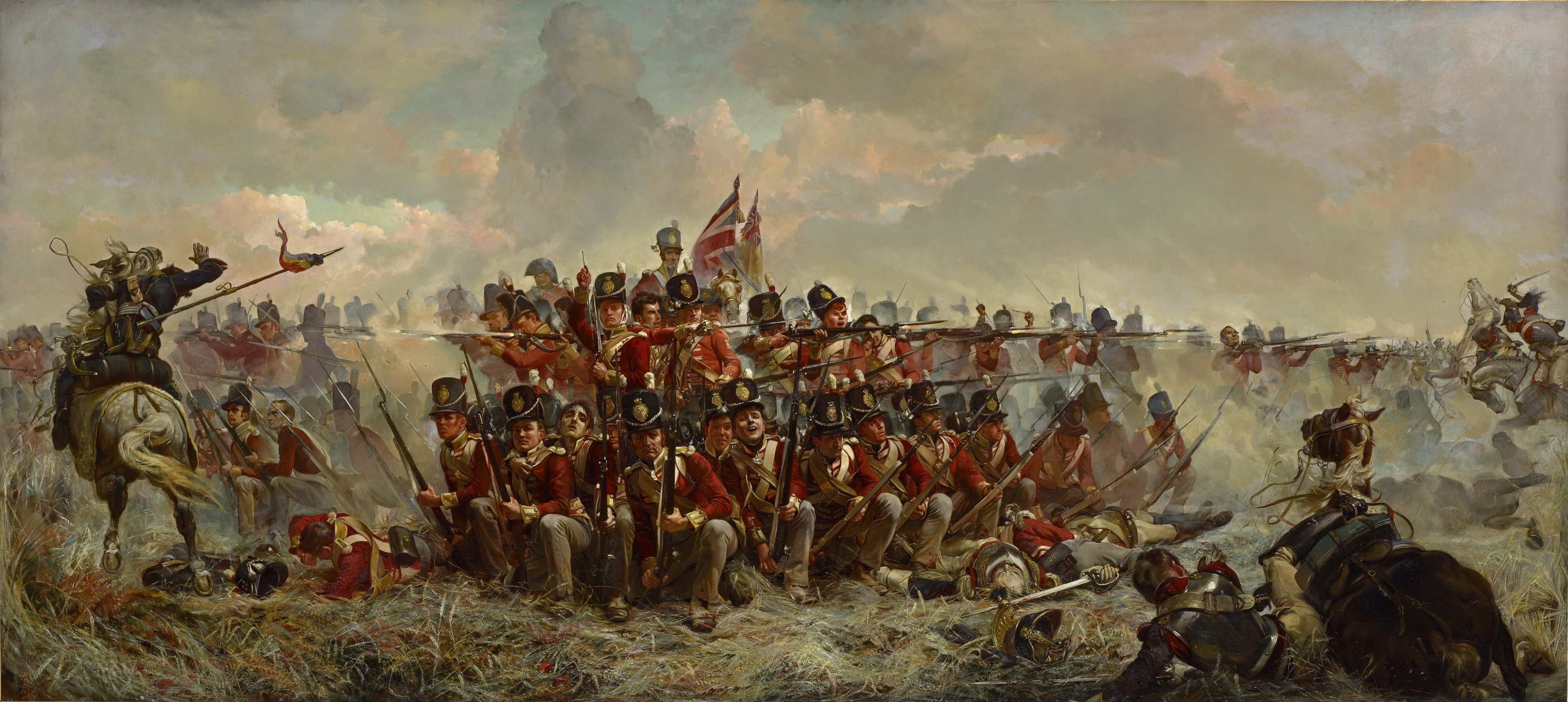
The 28th Regiment at Quatre Bras
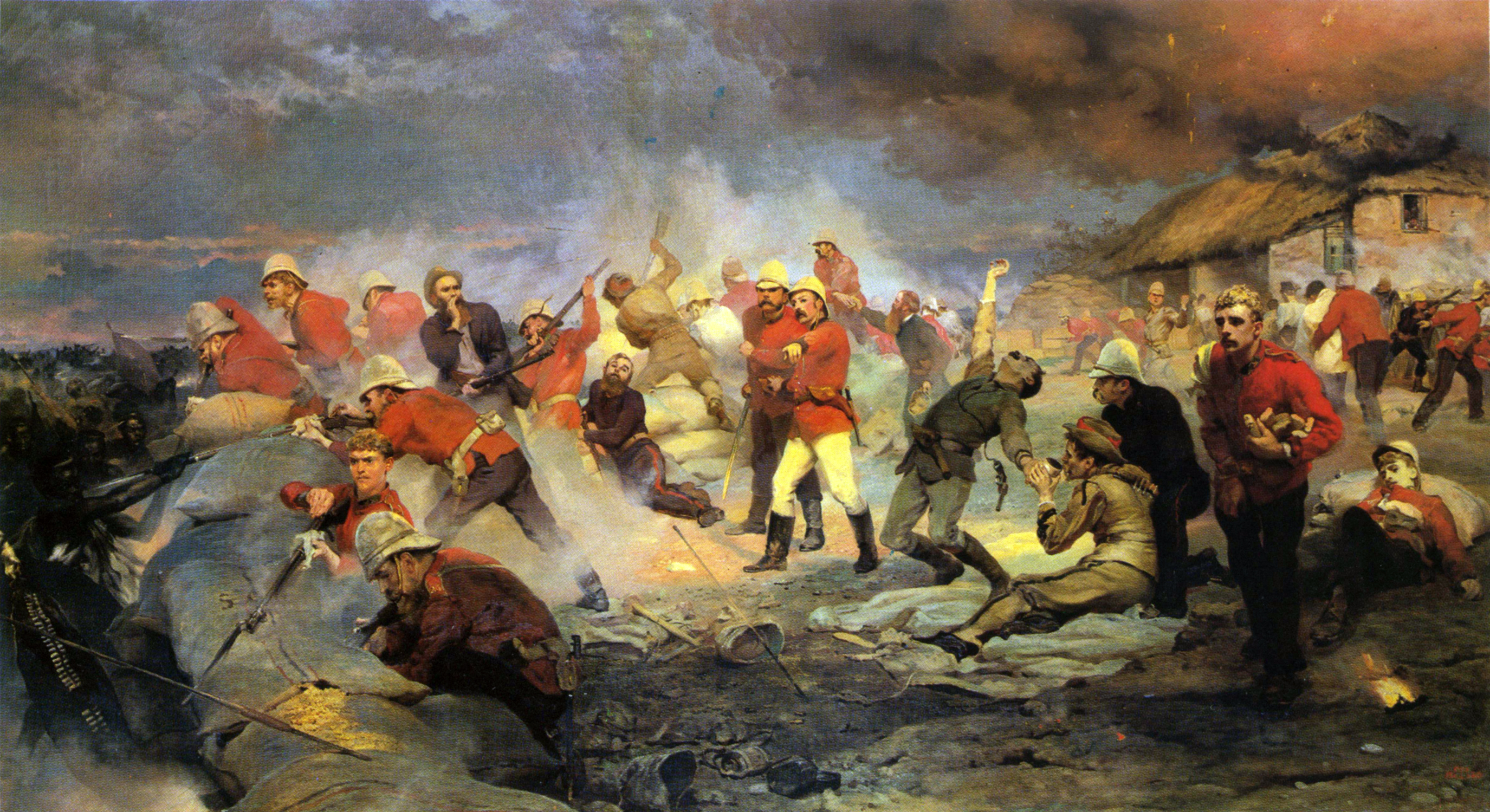
The Defence of Rorke's Drift
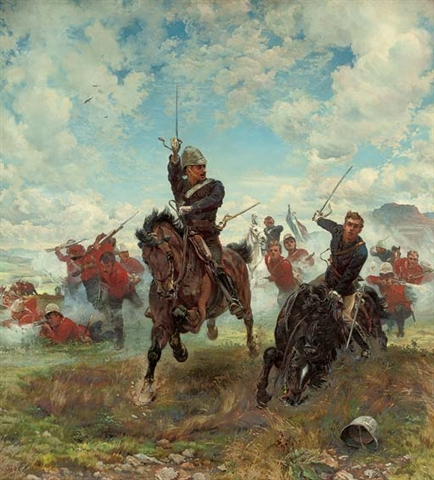
Floreat Etona!

- Bibsys: 6094171
- Bibliothèque nationale de France: cb170532113 (data)
- Gemeinsame Normdatei: 142887048
- International Standard Name Identifier: 0000 0003 5892 2780
- Library of Congress Control Number: nr89008341
- MusicBrainz: 8282f214-28df-4902-b6be-739e51dd7279
- National Gallery of Victoria: 1272
- Nationale Bibliotheek van Israël: 987007313774105171
- Nederlandse Thesaurus van Auteursnamen: 072331100
- RKD-Nederlands Instituut voor Kunstgeschiedenis: 14479
- SNAC: w6jn14f6
- Système universitaire de documentation: 166768901
- Union List of Artist Names: 500023580
- Virtual International Authority File: 213988041
- WorldCat: E39PBJp9vvywhrPYcJyFQhgMyd